# Deklica in pasjeglavci
Deklica in pasjeglavci je krajša slovenska ljudska pravljica. Zapisal jo je Josip Jurčič, objavljena pa je v zbirki Slovenske pravljice, ki jo je zbral in uredil Alojzij Bolhar. Izšla je v Ljubljani pri Mladinski knjigi leta 1965.
Pravljica lahko priklene nase ne samo otroka, ampak tudi odraslega človeka. Da dober pravljičar je umetnik, ki ti s skromnimi sredstvi svoje besedne umetnosti pričara čudovite svetove, da sam ne veš ne kdaj in ne od kod. Pravljica živi med ljudstvom in za ljudstvo, ne utesnena v konvencionalne oblikovne kalupe, ne salonsko zlikana in počesana, a preprosta, sveža, včasih trda, ostra, skoraj groba, večkrat pa duhovita, prožna kakor gorski potok in lepa kot divja roža. 
Jedro pravljic je izrazito človeška in zato mednarodna dobrina. Izdajalstvo, ropanje, krvoločnost, pohlep, zavist in druge grdobije v pravljici dosledno doleti ostra, neusmiljena kazen, medtem, ko za zvestobo, junaštvo, skromnost, darežljivost in druge dobre lastnosti redno pripravljena nagrada.— —Milko Matičetov, najdeno v: Alojzij Bolhar, Slovenske narodne pripovdke, Mladinska knjiga 1981, stran 189

## Vsebina
Nekega dne je deklica plela na njivi. Mimo je prišlo krdelo pasjeglavcev in se spustilo v dir za njo. Splezala je na gosto smreko in se skrila med vejami, tako da je pasjeglavci niso mogli videti. Bodli so svojimi sulicami smreke in našli smreko na kateri je čepela deklica. Ob skorji je pritekla kri deklice in tako so izruvali smreko in ujeli deklico. Zaprli so jo v visok grad, kjer ni bilo žive duše. Deklica je bila sama z mačko in poskušala uiti skozi lino na strehi, vendar ji je mačka s svojimi kremplji to vedno preprečila. Prikazal se ji je neki dan starec in ji povedal, kako se lahko reši mačke: naj ji da kos mesa in ji potem odreže rep in ga vrže devet komolcev daleč. Deklica je tako storila in mačka se je takoj potuhnila v kot. Deklica je zlezla čez lino in ko ni vedela kam naj gre, je sledila mački, ki jo je pripeljala do drevesa po katerem se je lahko spustila do tal. Zbežala je domov, vendar očeta ni bilo doma, ker jo je odšel sam iskat. Pasjeglavci so medtem že ugotovili, da je zbežala in so jo iskali. Deklica ni mogla priti v hišo drugače, kot da je snela vodno kolo in se čez odprtino splazila v kovačnico. Pasjeglavci so jo našli, vendar je bila deklica pripravljena. Vsak je pomolil svojo glavo skozi odprtino in vsakemu jo je odrezala s sekiro in ga povlekla noter, da so drugi tudi tako storili. Ko se je oče vrnil domov, je našel deklico v kovačnici z dvanajstimi potolklimi pasjeglavci. 

## Analiza pravljice
- Pripovedovalec:tretjeosebni
- Književni čas: neznan
- Književni prostor: neznan (nekje ...)
- Liki:

Glavni lik: deklica, pasjeglavci
Stranski liki: oče, mačka, stari dedec
- Slogovne značilnosti:

okrasni pridevki: dolge sulice, visok grad, rdeča kri, peklenski vragi …
pravljično število:  devet vragov, devet komolcev daleč, dvanajst pasjeglavcev …
- Vrh pravljice: Deklica odreže mački rep in zbeži iz pasjeglavskega gradu.
- Konec: Je srečen. Deklica ubije vseh dvanajst pasjeglavcev.
- Motiv: Zbežati in rešiti se pasjeglavcev

## Interpretacija pravljice po teoriji Maxa Luthija (literarni pristop)
Tipičen pravljični začetek: Tačas, ko so bili …
Tipičen pravljični konec: Deklica zmaga nad grdimi pasjeglavci.
Dogajalni prostor in čas: nista znana (tačas, ti kraji, nekoč)

## Literarni liki
- Deklica - pogumna(sama je na njivi, zbeži iz gradu, zgrabi sekiro …) hkrati pa se boji(zbeži pred pasjeglavci, močno joka ...)

- Pasjeglavci - nasilni(mečejo sulice v drevo, dokler ne priteče kri ...), posestniški (deklico zaprejo v grad …)

- Oče - deklica bi šla rada k njemu domov, ko jo ni jo žalostno išče

- Stari dedec - »rešitelj« (svetuje ji kako naj se reši)

- Mačka - straži, da deklica ne uide

## Značilnosti ljudskega slovstva v povezavi z obravnavano pripovedko
- anonimnost - avtor ni imenovan
- ustno izročilo - besedilo se je prenašalo iz ust do ust s pripovedovanjem
- posamezne slogovne značilnosti

ljudska števila – 12 pasjeglavcev, 9 komolcev
ponavljanje besed – deklica, pasjeglavci
pomanjševalnice - deklica, vršiček
okrasni pridevki – lepa (deklica), pasje, kosmate(glave), mlada (deklica), urne (pete), gota (smerka), dolge (sulice), rdeča (kri), visok (grad), stari (mož), peklenski (vragi), kosorepa (mačka), krvava (mačka), ubežna (deklica), široka (sekira)
čudežna dejanja – star možak se karnaenkrat pojavi pred deklico in ji pove kako naj se reši
- številne različice
- osebe so brez imen – deklica, pasjeglavci, oče, starec

## Izdaje
- Slovenske pravljice, Ljubljana, Mladinska knjiga, 1965
- Slovenske pravljice, Elektronska knjiga, Franko Luin
- Slovenske narodne pravljice, Mladinska knjiga, 1989
- Slovenske narodne pripovedke, Mladinska knjiga, 1981
- Slovenske pravljice, Nova Revija, 2002